# Mușchi mental
Mușchiul mental (latină: musculus mentalis) este un mușchi facial situat în zona bărbiei. Are originea pe fața anterioară a mandibulei, în dreptul incisivilor mediali. Fibrele mentalului radiază și se inseră pe pielea bărbiei.
Prin contracție ridică și încrețește pielea bărbiei.
Mentalul este inervat de ramura mandibulară marginală a nervului facial. Primește sânge de la ramura labială inferioară a arterei faciale și ramura mentală a arterei maxilare.

## Structură
Fibrele mediale ale ambilor mușchi coboară anteromedial și se încrucișează, formând o proeminență în formă de cupolă. Fibrele laterale coboară inferomedial sau inferolateral. Fibrele superioare sunt scurte și merg orizontal, în timp ce fibrele inferioare sunt lungi și coboară inferomedial sau vertical. Fibrele superioare se îmbină cu marginea inferioară a mușchiului orbicular al gurii.